# 天主教普埃布拉總教區
天主教普埃布拉總教區 （拉丁語：Archidioecesis Angelorum）是羅馬天主教一個教省總教區，下轄三個教區。
總教區位於墨西哥普埃布拉州，成立於1903年8月11日（其前身的卡羅倫塞教區成立於1518年1月24日，是墨西哥最古老的教區。1525年10月13日教座遷至特拉斯卡拉，1536年6月6日教座遷至普埃布拉）。2004年有教友4,054,856人，佔轄區總人口92.5%。教區下轄207個堂區，有528名司鐸。現任教區總主教為維克托·桑切斯·埃斯皮諾薩。